# Малая Иня (Красноярский край)
Малая Иня — деревня в Минусинском районе Красноярского края. Административно входит в состав Тесинского сельсовета.

## Население
| 2010 |
| ---- |
| 316  |

## Описание
Деревня расположена в районе озера Малый Кызыкуль, в нескольких сотнях метров от автомобильной дороги Минусинск — Курагино. Расстояние от административного центра района, города Минусинска — 40 километров, от села Большая Иня — 8 километров. Через деревню проходит асфальтированный подход к селу Тесь, находящемуся также в 8 километрах от Малой Ини.